# 백제고등학교
백제고등학교(百濟高等學校)는 대한민국 전라남도 무안군 무안읍 성남리에 있는 사립 고등학교이다.

## 학교 연혁
- 1979년 4월 16일 : 학교법인 초당학원 설립인가
- 1979년 11월 21일 : 백제여자상업고등학교 설립인가
- 1980년 3월 3일 : 제1회 입학식
- 1980년 3월 10일 : 핸드볼부 창단
- 1999년 3월 1일 : 일반계열 보통과 2학급 신설
- 1999년 8월 30일 : 현 교사 준공
- 2000년 3월 1일 : '백제고등학교' 로 교명 변경
- 2000년 9월 30일 : 백제학숙(기숙사) 준공
- 2003년 12월 20일 : 효예관(다목적 강당) 준공
- 2004년 3월 2일 : 일반계열 보통과 2학급 증설(남녀공학)
- 2007년 3월 1일 : 순수인문계 전환(15학급, 남녀공학)
- 2022년 9월 1일 : 제10대 박재현 교장 취임
- 2025년 2월 6일 : 제43회 121명 졸업(졸업생 누계 14,104명)

## 참고 자료
- 백제고등학교 - 한국교육학술정보원 학교알리미